# フォード・オーバルデザイン
フォード・オーバルデザインとは、1996年発表のフォード・トーラス、フォード・コントゥアなどでフォード・モーターのスタイルテーマとされたデザイン。

## 概要
楕円のグラフィックを内外装に採用したことが特徴である。これはフォードのトレードマークが楕円であることに基づき、自社の車にもアイデンティティとして楕円のグラフィックを採用したものである。
1993年に発表されたフォード・プローブのトランクエンドからテールレンズにかけて楕円の凹部が設けられており、これがオーバルデザインの走りと見られる。その後1995年に発表されたフォード・エクスプローラー及びフォード・フィエスタにて採用の幅が広がり、1996年発表のトーラス及びマーキュリー・セーブルは外装のみならず内装にも大胆にオーバル形状を配したデザインを採用して話題となった。同年に発表されたコントゥアも、ライトやグリルなどにオーバルデザインを目立つ形で採用している。
その後フォード・モンデオも1996年にマイナーチェンジした際にフロントグリルにオーバルモチーフを採用するなど、フォード車全体にオーバルデザインは波及していくが、デザイン的に未消化のままオーバルデザインを適用した例や、消費者からは不評の声も多く聞かれることとなり、このオーバルデザインは最終的に失敗に終わった。
その後フォードはニューエッジデザインと呼ばれる新しいスタイルテーマを採用し、一定の評価を得ることに成功した。

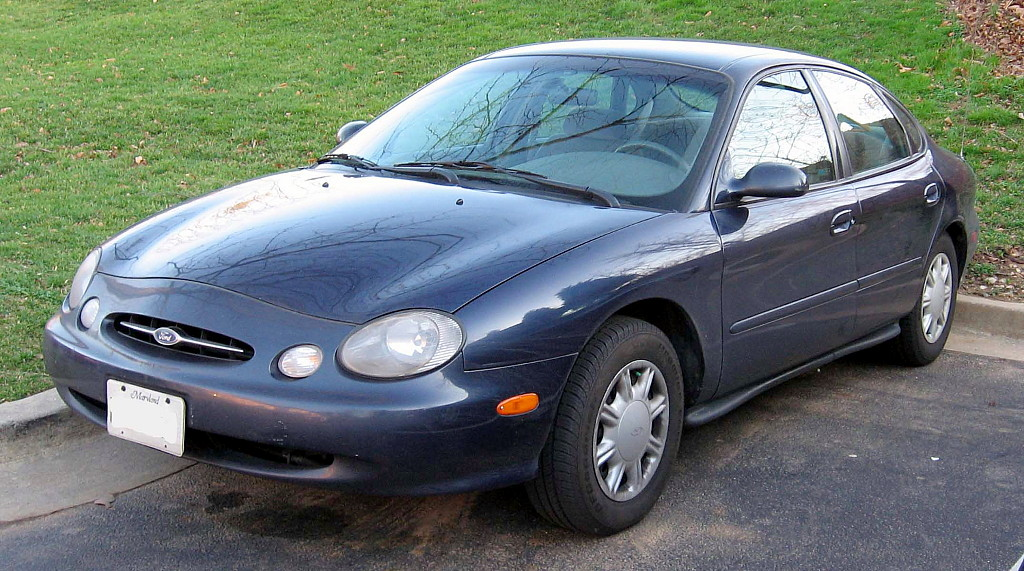
フォード・トーラス
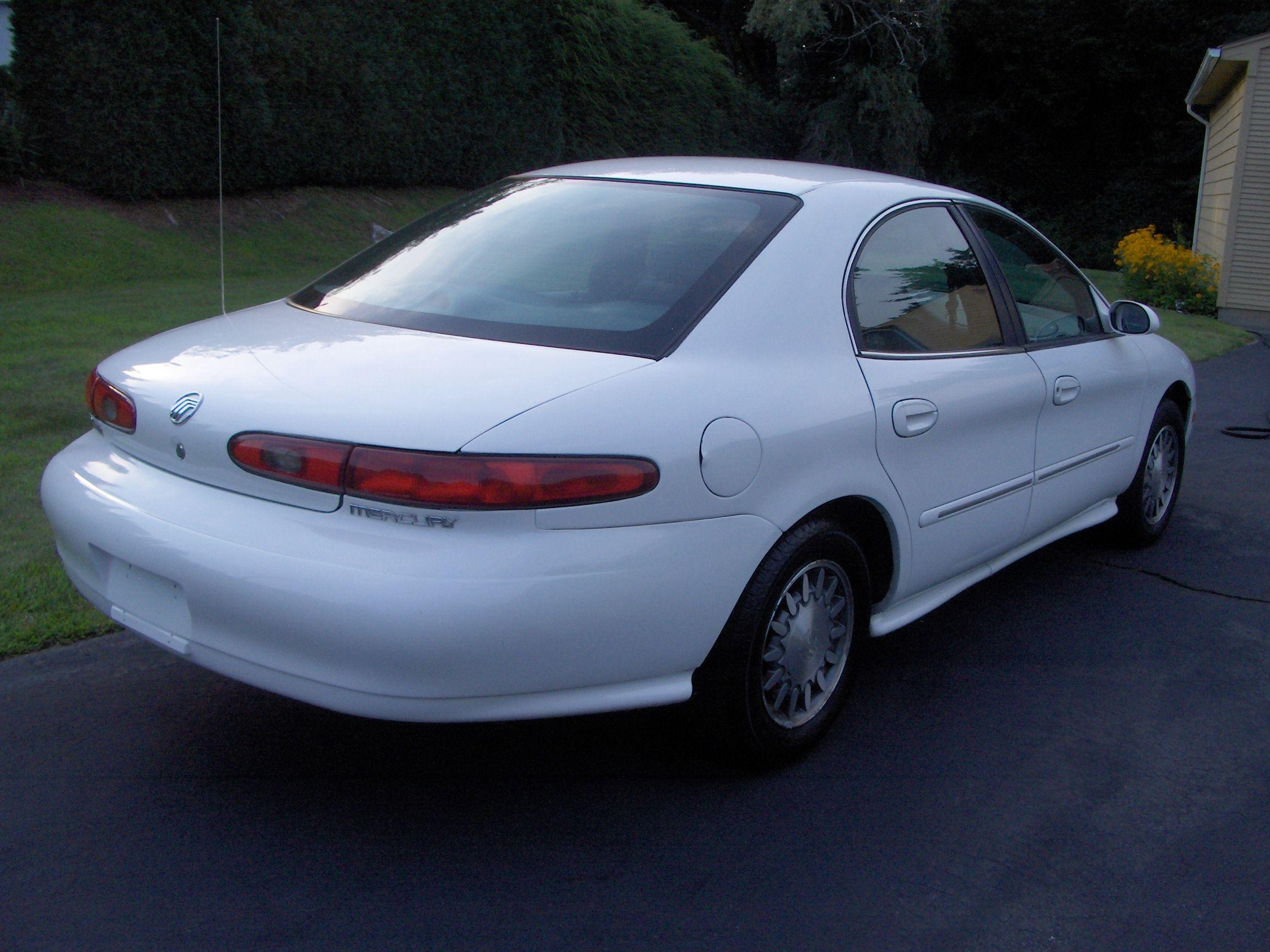
マーキュリー・セーブル
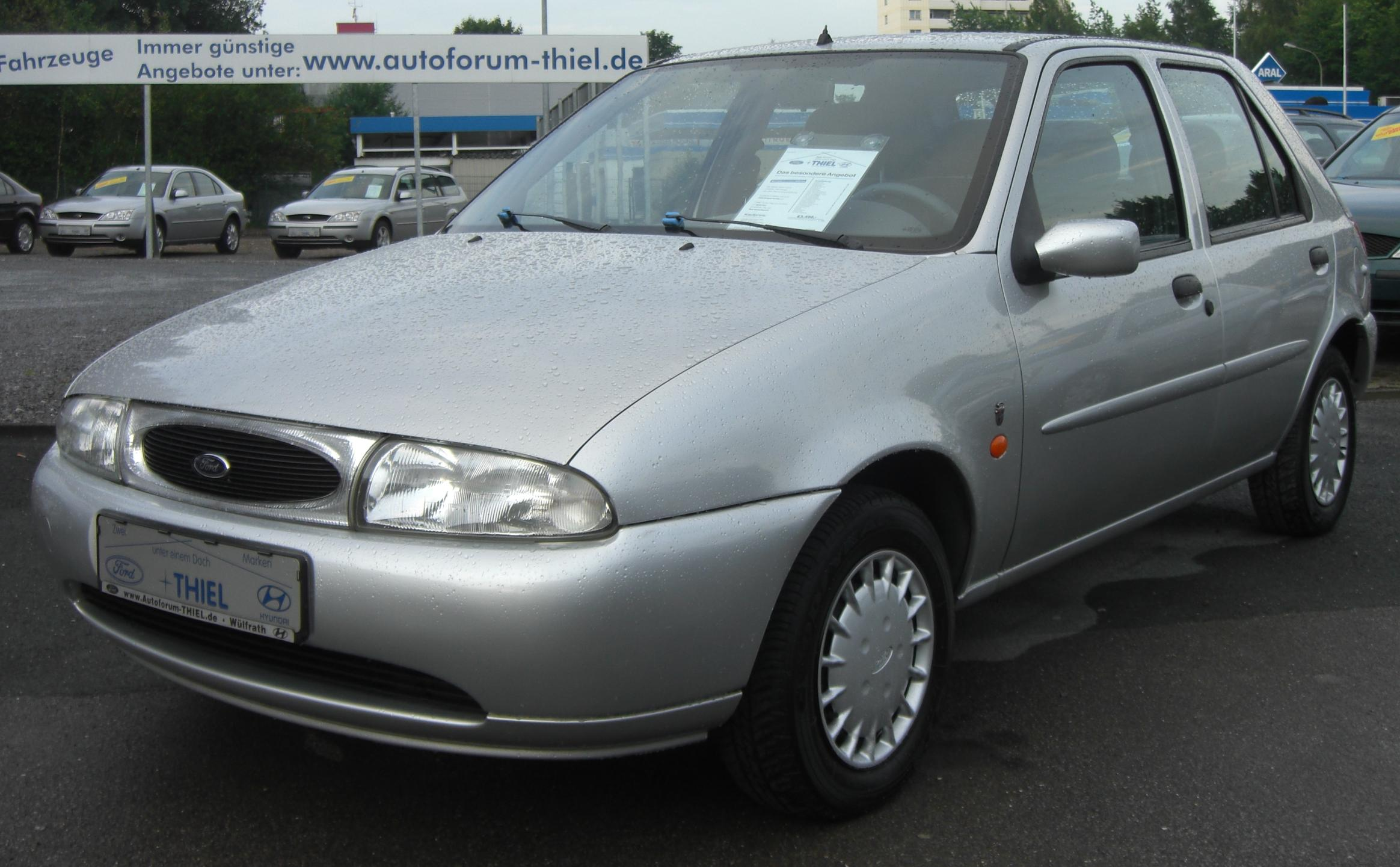
フォード・フィエスタ
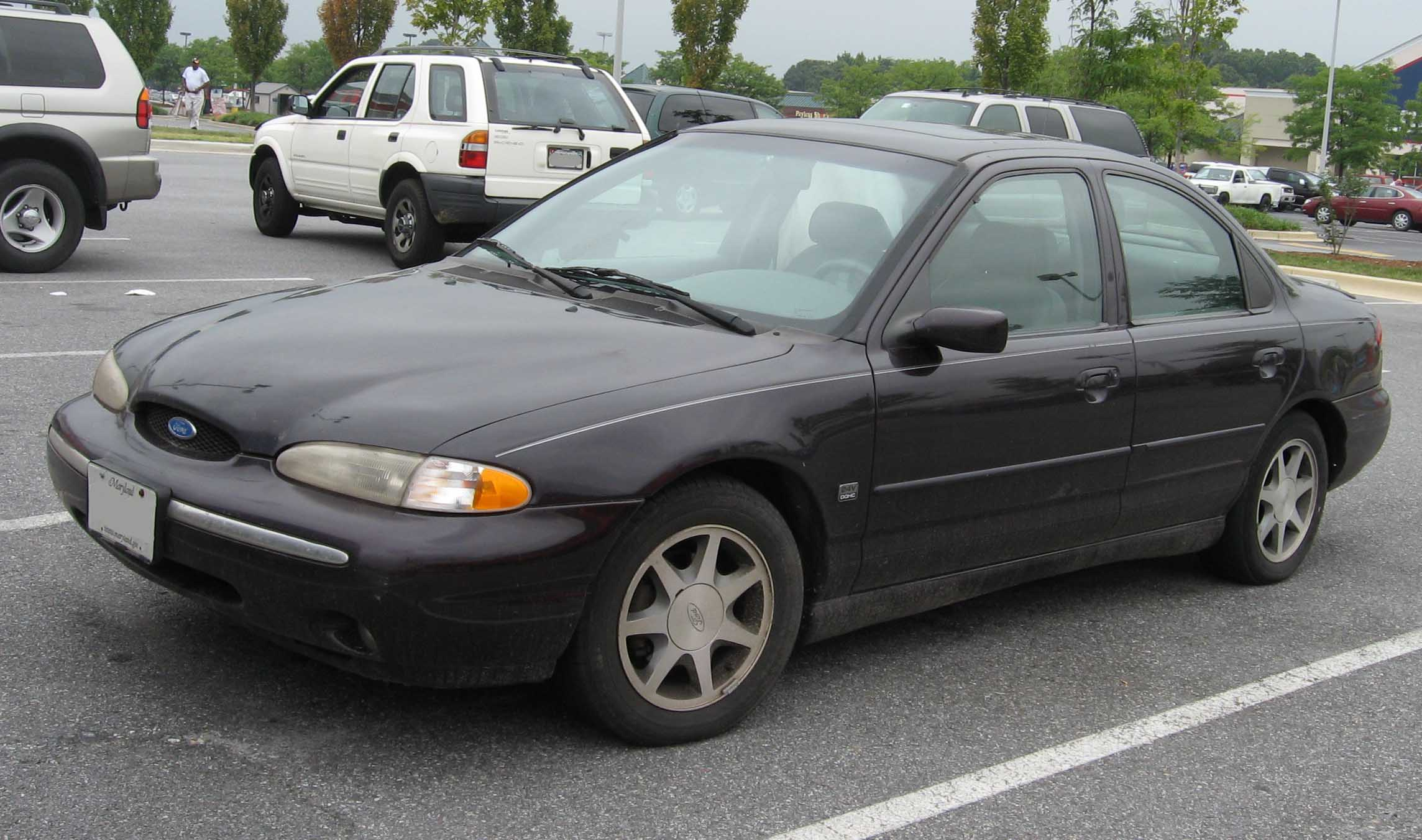
フォード・コントゥア